# حجم موتور

حجم موتور با مجموع حجم سیلندرها برابر است. به فضایی که هر پیستون در سیلندر بالا و پایین می‌رود (حد فاصل نقطه مرگ بالا و پایین یا کورس سیلندر)، حجم سیلندر گفته می‌شود. حجم سیلندر ضرب در تعداد سیلندرها برابر با حجم موتور است.
این حجم بیشتر با واحد 'سی سی یا همان سانتی متر مکعب و گاهی با واحد لیتر بیان می‌شود.

## عملکرد
توان و قدرت یک موتور به حجم موتور که مجموع حجم سیلندرهای آن موتور جهت ورود سوخت برای احتراق در موتورهای بنزینی و انفجار در موتورهای دیزلی بستگی دارد. بدیهی‌است هرچه محفظه سیلندر بزرگترباشد سوخت بیشتری وارد آن شده و انفجار و یا احتراق بزرگتری اتفاق افتاده و قدرت موتور افزایش می‌یابد.